# Johann Siegmund von Oppel
Johann Siegmund von Oppel (* 2. Oktober 1730 in Wetzlar; † 25. Februar 1798 in Weimar) war ein sächsisch-thüringischer Adliger und Hofbeamter, zuletzt Direktor der Sachsen-Weimarischen Landschaftskasse und Wirklicher Geheimer Rat.

## Leben
Er stammte aus dem Adelsgeschlecht derer von Oppel und war das jüngste von vier das Kindesalter überlebenden Kindern des damaligen Assessors am Reichskammergericht und späteren Kanzlers, Kammerpräsidenten, Obersteuerdirektors und Präsidenten des Geheimen Rats von Sachsen-Gotha und Sachsen-Altenburg Siegmund Ehrenfried von Oppel (1687–1757) und dessen Ehefrau Christiane Charlotte, Tochter des ehemaligen Sachsen-Eisenbergischen Hausmarschalls Karl August Edler von der Planitz.
Johann Siegmund trat als Kammerjunker in Sachsen-Weimarische Dienste. 1759 wurde er Hof- und Regierungsrat in Weimar und 1764 Geheimer Regierungsrat. 1772 wurde er von Herzog Karl August von Sachsen-Weimar-Eisenach (1757–1828) bzw. von dessen Mutter und Vormund Anna Amalia zum Geheimen Rat und Direktor der weimarischen Landschaftskasse berufen. 1775 ernannte der nun volljährig gewordenen Herzog ihn zum Wirklichen Geheimen Rat.
Als Steuerexperte vertrat Oppel durchaus fortschrittliche Ansichten. Während der Diskussion zur Reform des Steuersystems, die nach dem Regierungsantritt Karl Augusts von den Ständen und dem Geheimen Rat geführt wurde und bei der es darum ging, die hohe Verschuldung in den Griff zu bekommen, befürwortete er eine Ausweitung der indirekten Steuern und wandte sich gegen eine Erhöhung der Grundsteuer: für den „armen Landmann“ bedeute dies nur eine Vergrößerung seiner Steuerschulden, die in der Mittelschicht gerade noch ihren Unterhalt Verdienenden würden in den Bankrott und in die Armut getrieben, und die nicht sehr zahlreichen Vermögenden könnten zwar eine Steuererhöhung verkraften, aber die dadurch erzielten Mehreinnahmen würden die bei den beiden anderen Klassen zu erwartenden Steuereinbußen nicht annähernd wettmachen. Stattdessen, so argumentierte er, wäre für die Untertanen besser gesorgt, wenn nicht nur die Landwirtschaft, sondern auch die sonstigen Vermögenden und „Capitalisten“ zum Staatseinkommen proportional beitrügen.

## Hinterlassenschaft
Johann Siegmund von Oppels heute bekannteste Hinterlassenschaft befindet sich zwischen der Puschkinstraße und der Seifengasse in Weimar, unweit von Goethes Wohnhaus am Frauenplan: der Oppelsche Garten und der Oppelsche Pavillon mit seinem Kuppeldach – Kultur- und Gartendenkmal im Sinne des Thüringer Denkmalschutzgesetzes. Zwar war er wohl nicht der Erbauer des um die Mitte der 1730er Jahre entstandenen Pavillons, aber doch Jahrzehnte lang Besitzer und Heger des Anwesens und letztlich auch dessen Namensgeber.

## Ehen
Johann Siegmund von Oppel war dreimal verheiratet und zweimal verwitwet:
- I: Anna Helena Christiane von Schlitz gen. von Görtz (* 23. August 1732; † 2. Oktober 1760)
- II: 28. Juni 1764 Caroline Luise Henriette von Beust († 1766)
- III: 1771 Luise Friederike von Stange

Alle drei Ehen blieben kinderlos.